# Orbit Culture
Orbit Culture est un groupe suédois de death metal mélodique, originaire d'Eksjö. Le groupe compte quatre albums studio et trois EP.

## Histoire
L'idée de former le groupe Orbit Culture vient du chanteur et guitariste Niklas Karlsson et de l'ex-guitariste Maximilian Zinsmeister. Ils décident de former un groupe à l'âge de 17 ans. Pour ce faire, ils louent une petite salle de répétition dans une ancienne centrale électrique. À cette époque, Maximilian Zinsmeister jouait dans un autre groupe appelé Abstract Noise et recrute Markus Bladh comme batteur et Christoffer Olsson comme bassiste pour Orbit Culture. Peu après la formation du groupe, Karlsson commence à écrire des chansons pour leur premier EP. Le groupe passe l'été 2013 à enregistrer et à produire ses premières chansons. La production se termine le 17 août 2013 et le premier EP Odyssey sort peu de temps après. Le groupe et son EP suscitent un certain intérêt du public ; ils jouent leurs premiers concerts dans leur ville natale peu de temps après.
Après avoir reçu des retours positifs sur Odyssey, le groupe lance la production de son premier album studio, qui sort le 23 juillet 2014 et s'intitule In Medias Res. Zinsmeister décide peu après de quitter Orbit Culture pour se concentrer sur ses études. Le groupe commence alors à travailler sur son deuxième album studio. Le deuxième album Rasen sort le 11 mars 2016. Le 6 avril 2018, l'EP Redfog sort et le 7 août 2020, le troisième album studio Nija reçoit de nombreuses critiques positives. Le 24 septembre 2021, le groupe sort son troisième EP Shaman,. Karlsson explique que le titre A Sailor's Tale s'inspire de la chanson Master of Puppets de Metallica. Un nouvel album intitulé Descent est annoncé pour 2023, le premier single Vultures of North sort le 26 août 2022, puis l'album sort le 18 août 2023.

## Membres

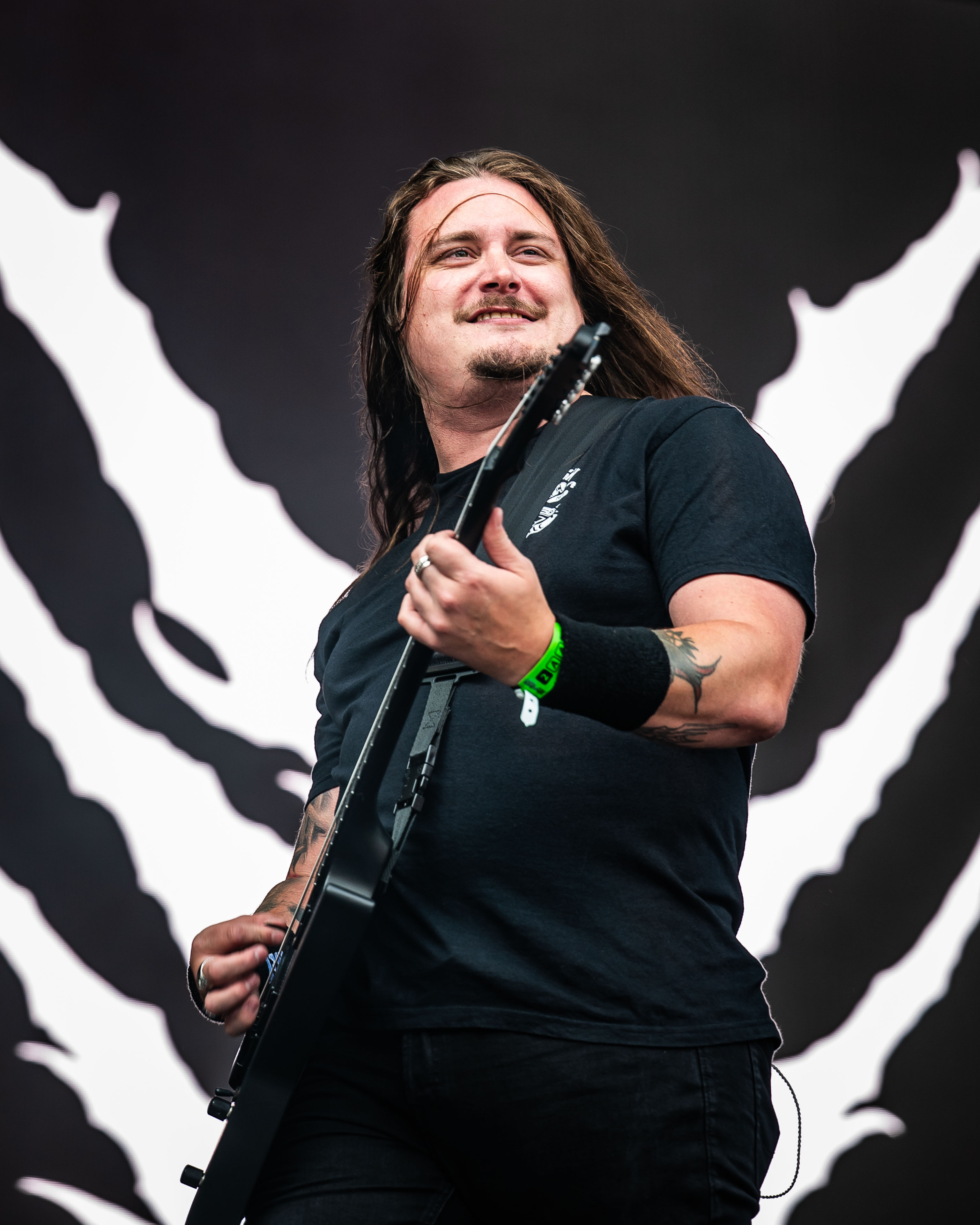
Niklas Karlsson
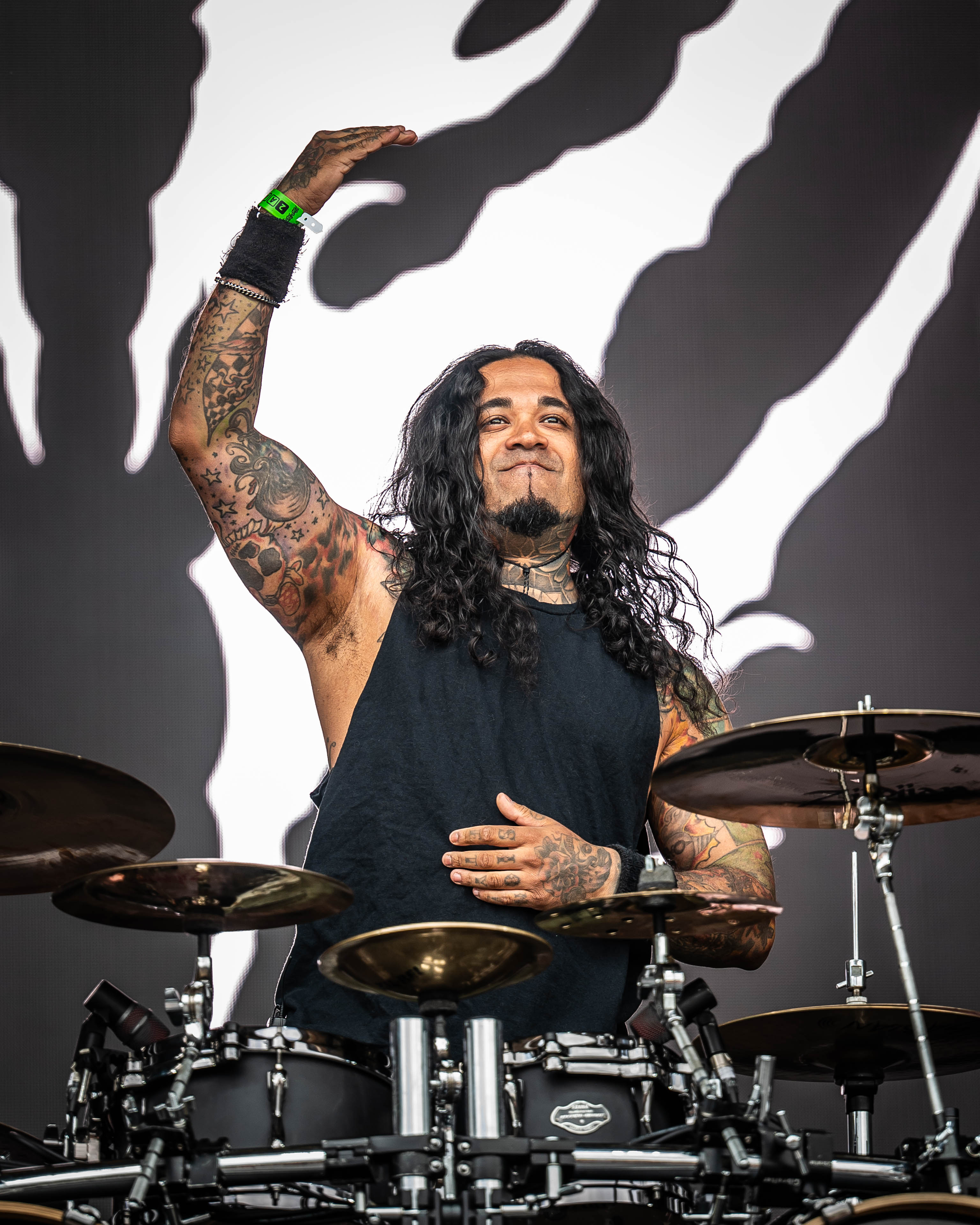
Christopher Wallerstedt
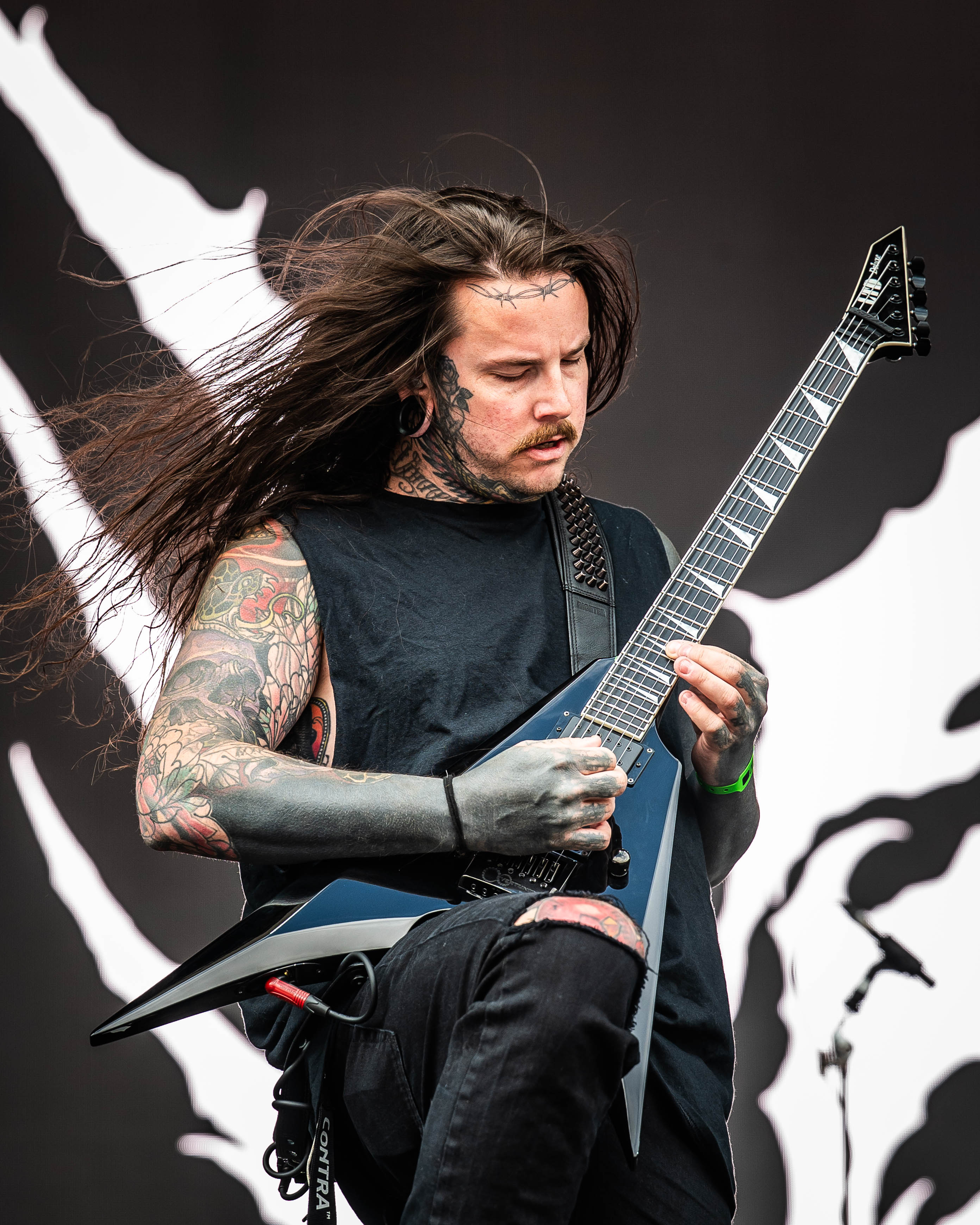
Richard Hansson
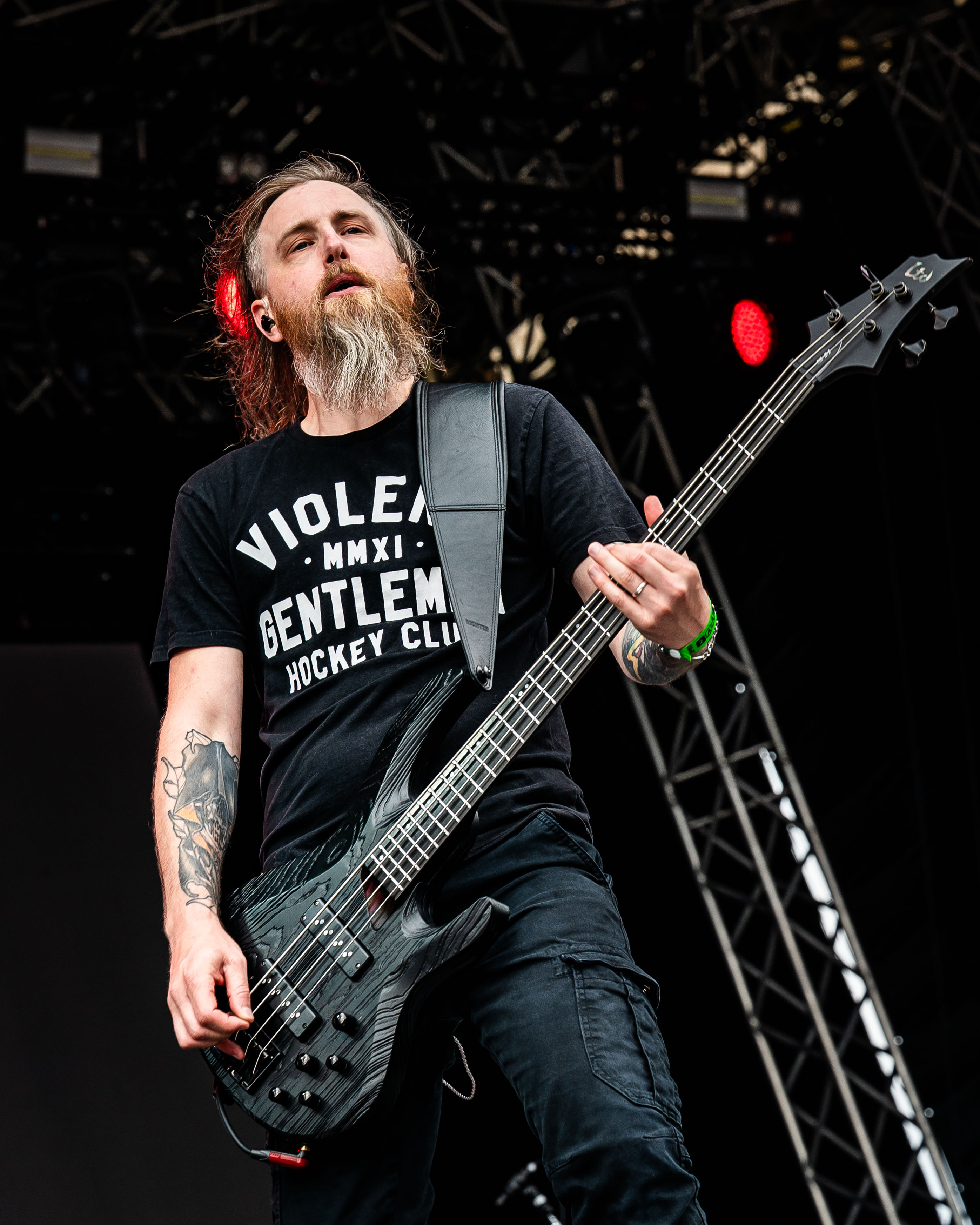
Fredrik Lennartsson

## Style musical
Orbit Culture joue une version du metal qui est souvent décrite comme un mélange de groove metal et de death metal mélodique. On peut également entendre des éléments de thrash metal ou de death metal technique. Ils sont souvent comparés à des groupes comme Gojira, Metallica ou Lamb of God, et leur style alterne entre passages mélodiques et passages plus durs. Alors que les premières sorties étaient encore très influencées par le groove metal ou le death metal, les parties mélodiques ont fait leur entrée dans le style d'Orbit Culture sans pour autant abandonner leurs racines.
Le chant est principalement guttural, mais le chant clair est également utilisé. Le chant clair de Karlsson est souvent comparé à celui de James Hetfield de Metallica. Orbit Culture lui-même cite Gojira et Metallica comme ses plus grandes influences. 

## Discographie

### Albums studio
- 2014 : In Medias Res
- 2016 : Rasen
- 2020 : Nija
- 2023 : Descent

### EP
- 2013 : Odyssey
- 2018 : Redfog
- 2021 : Shaman
- 2023 : The Forgotten